# Donja Vrežina
Donja Vrežina (cyr. Доња Врежина) – wieś w Serbii, w okręgu niszawskim, w mieście Nisz. W 2011 roku liczyła 6758 mieszkańców.